# Шово, Адольф
Адольф Шово (фр. Adolphe Chauveau; 29 мая 1802, Пуатье — 16 декабря 1868) — французский юрист и педагог, профессор в Тулузе.
После получения юридического образования имел адвокатскую практику сначала в Пуатье, с 1823 года в Париже. После революции 1830 года работал адвокатом в Государственном совете и Кассационном суде. С 1838 года был профессором административного права и с 1865 года деканом юридического факультета Тулузского университета. Имел репутацию успешного оратора. Его научные интересы лежали в области не только административного, но и уголовного права.
Главные работы: «Code forestier expliqué par les motifs et la discussion» (Париж, 1827); «Manuel de l’exploit» (1829); «Code de la saisie immoiblière» (1829); «Manuel de la contrainte par corps en matière civile et commerciale» (1829); «Commentaire du tarif en matière civile» (1832); «Code pénal progressif» (1832); «Theorie de Code pénal» (в сотрудничестве с Faustin Hélie, 1834—1843); «Dictionnaire général et complet de procédure» (1837); «Principe de compétence et de juridiction administrative» (1841—1844); «Formulaire général» (в сотрудничестве с Glandaz, 1852—53); «Des etablissements de charité publics et privés en France et dans les pays étrangers, sous le point de vue administratif» (1858); «Essai sur le régime des eaux navigables et non navigables» (1859); «Code d’instruction administrative» (1860—61); «Code de la saisie immobilière» (1862); «Questions resolues» (1863) и так далее.